# Epilissus viridis
Epilissus viridis là một loài bọ cánh cứng trong họ Bọ hung (Scarabaeidae).